# マスウード (イラク・セルジューク朝)
マスウード（Mas'ud、1108年? - 1152年9月13日）は、イラク・セルジューク朝の第4代スルタン（在位：1134年 - 1152年）。

## 生涯
父はセルジューク朝の第7代スルタンであるムハンマド・タパル。1131年に兄のマフムード2世が死去すると叔父のアフマド・サンジャルが介入してトゥグリル2世が即位したが、マスウードはこの即位に反対してアフマドと争うも、ダイナワル付近の戦いで大敗した。だがトゥグリル2世が1年余で早世したため、アフマドの命令で即位した。
しかしアッバース朝カリフが権勢回復のために策動するなどイラクの治世は混乱した。1152年にマスウードが死去するとマフムード2世の息子マリク・シャー3世とムハンマド2世、弟のスライマーン・シャーらが後継をめぐって争い、カリフもバグダードからイラク・セルジューク朝の影響力を排除するためにスルタンの宮殿や領地を没収するなどしたため、王朝は急速に衰退する。